# Автоматичні платформні ворота
Автоматичні платформні ворота (англ.  Automatic platform gate) — система, що складається з бар'єру у вигляді огорожі різної висоти з розсувними дверима, найчастіше зі скла, яка не доходить до стелі та не ізолює повністю станцію від шляхів. Огорожа зазвичай становить лише половину висоти системи платформних розсувних дверей (наприклад, станція Сін-Накано), але іноді вона сягає висоти поїзда. Розташовується на краю залізничних платформ з метою запобігання випадкового падіння пасажирів на залізничні колії. Подібно системі платформних розсувних дверей, двері на станції відчиняються і зачиняються одночасно з дверима потягу.

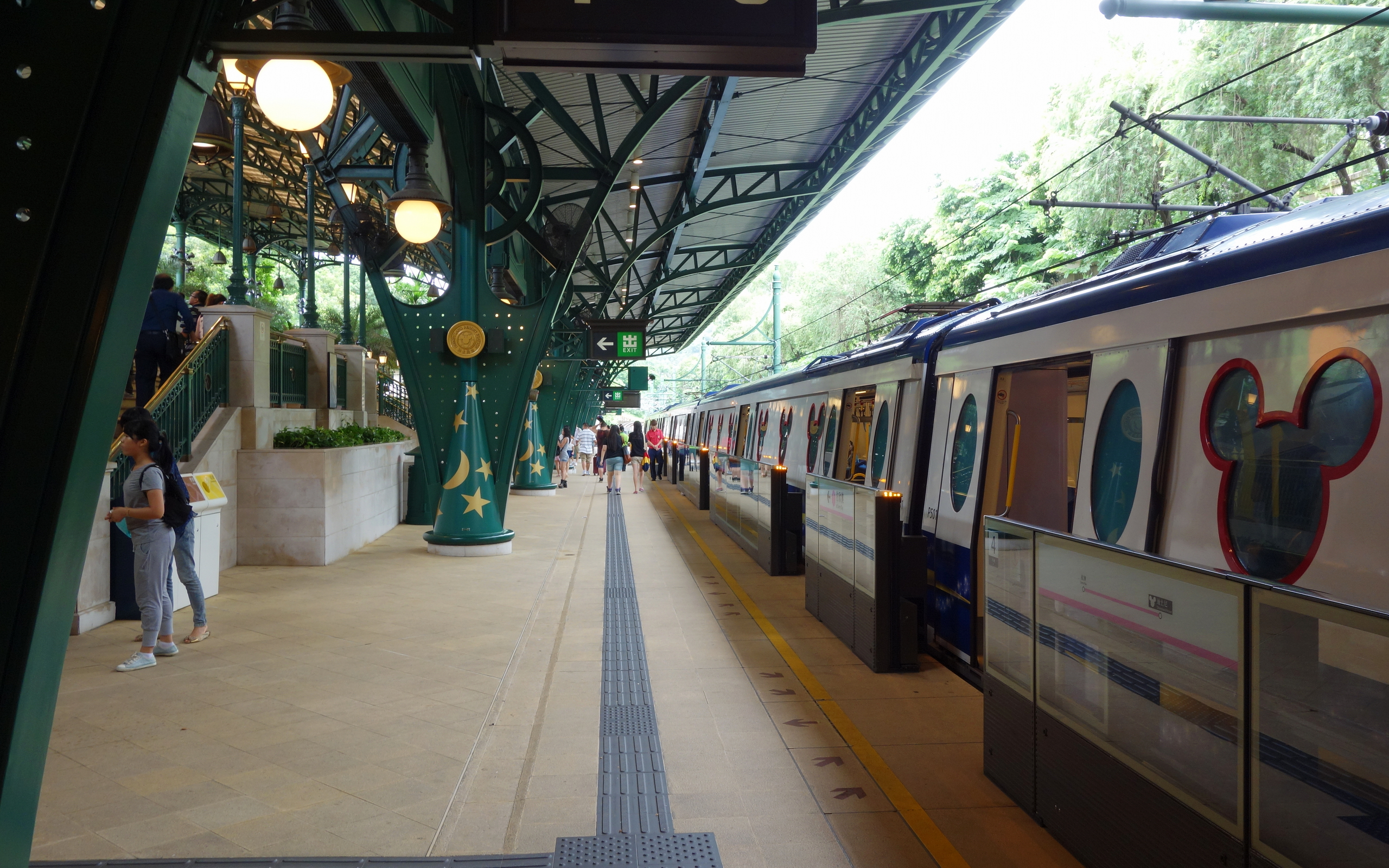
Станція Діснейленд лінії Діснейленд-Резорт в метрополітені Гонконгу

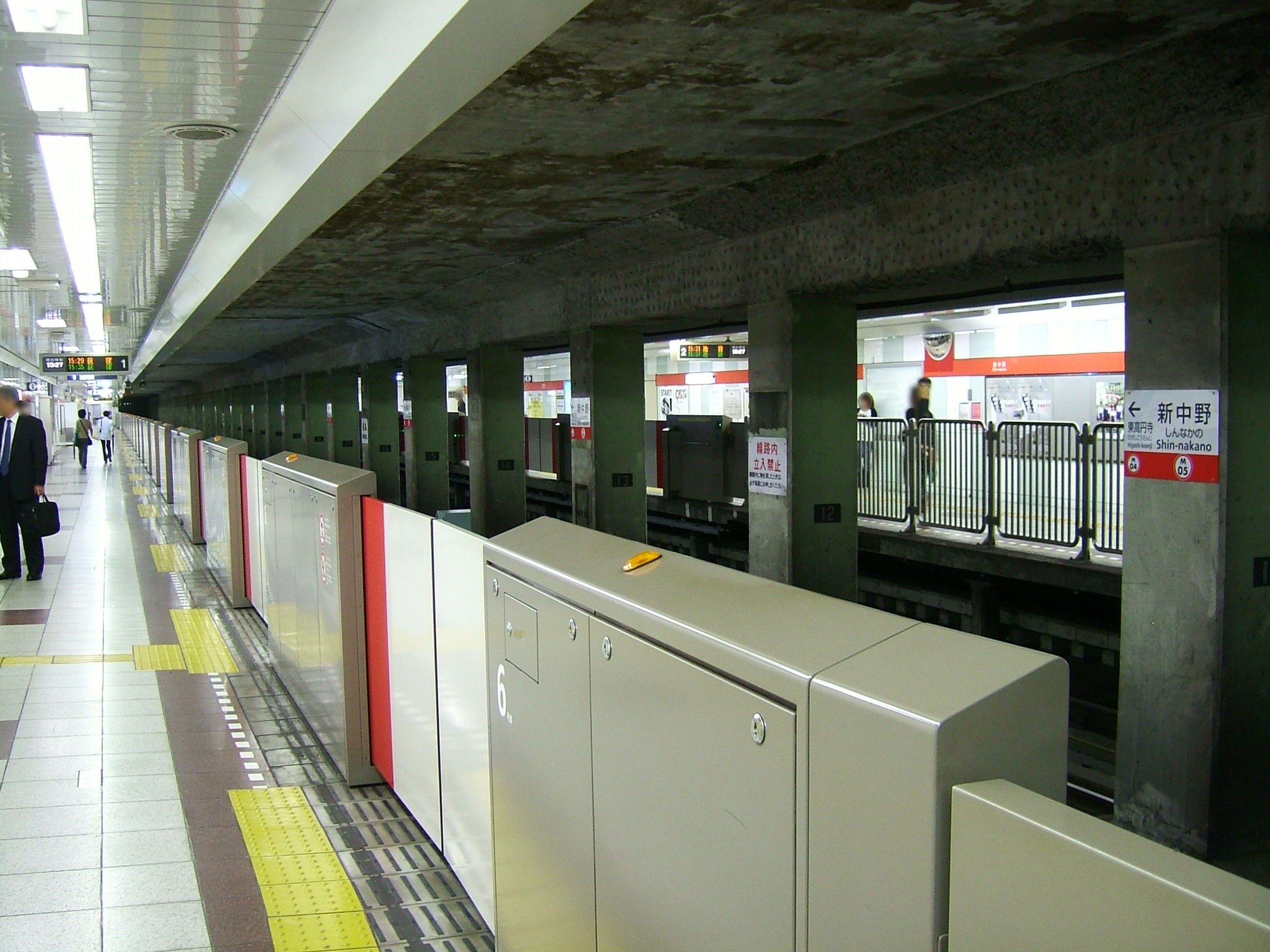
Станція Сін-Накано лінії Маруноучі в Токійському метро

Встановлення цієї системи дешевше за систему платформних розсувних дверей, тому деякі залізничні компанії надають перевагу цій системі під час модернізації старих станцій і установки на нових, як варіант для підвищення безпеки на залізничних платформах і в той же час без використання системи кондиціонування повітря на користь природної вентиляції. Тим не менш, ця система менш ефективна, ніж система платформних розсувних дверей, так як не повністю ізолює станцію від залізничних колій і не допомагає у разі навмисного потрапляння людей на залізничні колії.
Ця система була вперше встановлена в метрополітені Гонконгу на лінії Діснейленд-Резорт.

## Японія
В Японії система автоматичних платформних воріт більш поширена, ніж система платформних розсувних дверей, позаяк коштує дешевше при модернізації побудованих станцій в минулому і встановленні на нових. У більшості старих, великих і в основному вже побудованих в XX столітті систем метро, таких як в Японії і Європі, модернізація станцій, які не передбачали спочатку систему горизонтальних ліфтів, обходиться дорожче, ніж установка на вже розрахованих на цю систему нових станціях відносно молодих метрополітенів, таких як Сінгапурський метро, Сеульське метро, Гонконзьке метро тощо. Загалом висота дверей у японському різновиді цієї системи нижча, ніж в інших країнах. Система платформних розсувних дверей в Японії використовується тільки на відносно молодих і нових системах метро і лініях: Хіросімський метрополітен, лінія Намбоку в Токійському метро (є першою в японському метрополітені і єдиною в токійському метро) і лінія Тодзай у Кіотському метро. Всього станцій обладнаних технологією горизонтального ліфта станом на 2017 рік в Японії налічується 725.

## Болгарія
У софійському метрополітені на всіх станціях третьої лінії, що будується, будуть встановлені автоматичні платформні ворота.

## Метрополітени
Метрополітени, де хоча б на одній станції використовується дана система:
- Пекінський метрополітен
- Паризький метрополітен
- Система швидкісного транспорту (Сінгапур)
- Гонконгський метрополітен
- Сендайський метрополітен
- Фукуокський метрополітен
- Осакський метрополітен
- Метрополітен Наґої
- Метрополітен Саппоро
- Метрополітен Кобе
- Кіотський метрополітен
- Йокогамський метрополітен
- JR East, Seibu, Tokyu, Tobu, Tokyo Metro, і Toei
- Тайбейський метрополітен
- Шанхайський метрополітен
- Метрополітен Гуанчжоу